# Euphoria (альбом Def Leppard)
Euphoria (в переводе с англ. — «эйфория») — седьмой студийный альбом британской рок-группы Def Leppard, выпущенный в 1999 году. С этим альбомом Def Leppard вернулись к более привычному для них звучанию после выхода несколько экспериментального диска Slang. Альбом достиг 11 места в UK Albums Chart и 11 — в Billboard 200. За первую неделю после релиза Euphoria была продана в количестве более 98 000 экземпляров в США и едва не попала в топ-10, поднявшись до 11-го места. Первый сингл «Promises» достиг вершины Hot Mainstream Rock Tracks в июне 1999 года, чего группа не могла добиться на протяжении шести лет. Альбом стал золотым в США, Канаде и Японии. Турне в поддержку альбома продолжалось с мая 1999 до сентября 2000 года.

## Список композиций
| №   | Название                                                              | Автор(ы)                                   | Длительность |
| --- | --------------------------------------------------------------------- | ------------------------------------------ | ------------ |
| 1.  | «Demolition Man»                                                      | Коллен, Кэмпбелл, Эллиотт                  | 3:24         |
| 2.  | «Promises»                                                            | Коллен, Ланг                               | 3:59         |
| 3.  | «Back In Your Face»                                                   | Эллиотт, Коллен                            | 3:20         |
| 4.  | «Goodbye»                                                             | Сэвидж                                     | 3:36         |
| 5.  | «All Night»                                                           | Коллен, Ланг                               | 3:38         |
| 6.  | «Paper Sun»                                                           | Коллен, Кэмпбелл, Эллиотт, Сэвидж, Вудрофф | 5:27         |
| 7.  | «It's Only Love»                                                      | Эллиотт, Ланг, Сэвидж, Кэмпбелл            | 4:06         |
| 8.  | «21st Century Sha La La La Girl»                                      | Коллен, Эллиотт, Сэвидж                    | 4:06         |
| 9.  | «To Be Alive»                                                         | Кэмпбелл, Смит                             | 3:53         |
| 10. | «Disintegrate»                                                        | Коллен                                     | 2:51         |
| 11. | «Guilty»                                                              | Коллен, Сэвидж, Кэмпбелл, Эллиотт, Вудрофф | 3:47         |
| 12. | «Day After Day»                                                       | Коллен, Эллиотт, Кэмпбелл                  | 4:36         |
| 13. | «Kings of Oblivion»                                                   | Эллиотт, Коллен, Сэвидж                    | 4:18         |
| 14. | «I'm Your Child» (бонус-трек в Японии)                                | Эллиотт, Коллен, Сэвидж                    | 3:34         |
| 15. | «Worlds Collide» (бонус-трек в Австралии)                             | Эллиотт, Сэвидж                            | 3:45         |
| 16. | «Under My Wheels» (кавер-версия Alice Cooper; бонус-трек в Австралии) | Брюс, Данэуэй, Эзрин                       | 3:21         |

## Участники записи
Def Leppard
- Джо Эллиотт — вокал
- Фил Коллен — гитара, вокал
- Вивиан Кэмпбелл — гитара, вокал
- Рик «Сэв» Сэвидж — бас-гитара, вокал
- Рик Аллен — ударные

Дополнительные музыканты
- Киран МакГолдрик, Гэри Салливан, Рики Уорик — hey’s & claps в «Back In Your Face»
- Матт Ланг — дополнительный вокал в «Promises», «All Night» и дополнительная гитара в «All Night»
- Дэман «Демон» Хилл — заключительное гитарное соло в «Demolition Man»

Производство
- Пит Вудрофф и Def Leppard — продюсер
- Ронан МакХью — инженер
- Гер МакДоннелл — инженер
- Том Стэнли — помощник по микшированию
- Боб Людвиг — мастеринг
- Энди Эирфикс — художественное оформление
- Энди Ёрл — фотография

## Хит-парады
| Год  | Хит-парад        | Позиция |
| ---- | ---------------- | ------- |
| 1999 | UK Albums Chart  | 11      |
| 1999 | US Billboard 200 | 11      |

## Сертификации
| Страна | Организация | Сертификация |
| ------ | ----------- | ------------ |
| США    | RIAA        | Золото       |
| Канада | CRIA        | Золото       |